# 청주 월송정
청주 월송정은 충청북도 청주시 서원구에 있다. 2015년 4월 17일 청주시의 향토유적 제66호로 지정되었다.

## 개요
1613년 월송 오유립이 매포강변에 세운 정자이다.